# David Choi
David Yong Choi (Garden Grove, 22 de março de 1986) é um músico americano coreano e produtor vídeo YouTube em Los Angeles. Ele executa uma mistura de canções originais e canções de cobertura de golpes de estouro. Choi é o 21o mais assinado em YouTube com 163.163 assinantes e 4.6 milhões de visões de canal. A sua canção humorosa "YouTube, A Love Song" recebeu mais de dois milhões de visões. Choi de 23 anos lançou o seu primeiro álbum Only You em outubro de 2008. O vídeo da canção "Won't Even Start" recebeu mais de 700.000 visões. Ele também trabalhou como um autor de canções e produtor em Warner Chappell Music. Ele fez a promoção da bala Starburst e J. C. Penney (Lojas Renner) roupa.
- «'유튜브 가수' 데이비드 최, 세계 네티즌 열광». dkbnews.com (em coreano). 29 de maio de 2009. Consultado em 23 de junho de 2009
- Lam, Ray. «A-Profiler: David Choi». AArisings. Consultado em 23 de junho de 2009
- Lee, John. «Interview with David Choi». ktown213.com. Consultado em 23 de junho de 2009